# Amand Audaire
Armand Audaire dit Amand Audaire, né à Saint-Sébastien-sur-Loire le 28 septembre 1924 et mort sur la même commune le 20 décembre 2013, est un coureur cycliste français. Il a participé à quatre reprises au Tour de France.

## Palmarès
- 1942
  - Championnat de la Loire-Inférieure[3]
- 1943
  - Championnat de la Loire-Inférieure[3]
- 1944
  - 3e du Circuit de la vallée de la Loire
- 1945
  - Angers-Nantes[3]
  - 3e de Nantes-Les Sables-d'Olonne
- 1946
  - Nantes-La Baule[3]
  - Nantes-La Roche-sur-Yon-Nantes[3]
  - 2e de Thouars-La Rochelle
  - 2e du Grand Prix de Saumur
  - 3e de Nantes-Les Essarts
- 1947
  - Circuit de la vallée de la Loire
  - 2e d'Angers-Le Mans-Angers
- 1948
  - Circuit de l'Aulne
  - 3e du Grand Prix de la Tomate
  - 3e de Nantes-Les Sables-d'Olonne
- 1949
  - Circuit de la vallée de la Loire
  - Grand Prix de Plouay
  - Nantes-Saint-Nazaire-Nantes
  - 2e de Nantes-Les Sables-d'Olonne
- 1950
  - Grand Prix de Plouay
  - Paris-Bourges
  - 3e d'Angoulême-Limoges
- 1951
  - La Rochelle-Angoulême
  - 2e du Tour de l'Ouest
  - 2e du Tour de la Manche
  - 3e de Nantes-Les Sables-d'Olonne
- 1952
  - 2e du Circuit de la vallée de la Loire
  - 2e du Tour de Lorraine
  - 3e de Paris-Bourges
  - 3e du Tour de l'Ouest
- 1953
  - Boucles de la Seine
  - 4e de Paris-Tours
- 1954
  - 4e étape du Tour de l'Ouest
- 1956
  - Circuit de la vallée de la Loire
  - Tour de Normandie :
    - Classement général
    - Une étape
- 1957
  - Circuit de l'Aulne
- 1958
  - 3e de l'Étoile du Léon
- 1959
  - 2e de Nantes-Saint-Nazaire-Nantes

## Résultats sur le Tour de France
4 participations
- 1950 : abandon (14e étape)
- 1951 : abandon (6e étape)
- 1953 : 65e
- 1956 : 76e